# Línea 74 de TMB
La línea 74 era una línea de autobús urbano de la ciudad de Barcelona gestionada por la empresa TMB. Esta línea atravesaba prácticamente la ciudad desde la Av. Meridiana hasta la Av. Diagonal. La línea era una de las más usadas en la ciudad, sobre todo por estudiantes, ya que pasaba por la Zona Universitària y por diversos centros educativos a lo largo de su recorrido. Desde la Pl. Virrei Amat hasta la Pl. Lesseps realizaba el trayecto con las líneas 31 (sin servicio desde el 2012) y 32. El 1 de octubre de 2012 fue substituida por la línea H6 de la Red Ortogonal de Autobuses de Barcelona.

## Historia
En el año 1978 Transportes de Barcelona proyectó poner en funcionamiento una línea que discurriera entre la Pl. Mª Cristina y el Hospital de Sant Pau, conectando toda la zona norte de la ciudad. No se llevó a cabo por falta de autobuses en la empresa. La línea 74 arrancó en 1983 con diez autobuses Pegaso 6038 de la serie 7000 recién llegados a la flota. Circulaba los días laborables y los sábados, los festivos no circulaba.
En los años 2000, amplia su horario circulando todos los días de la semana. El 1 de octubre de 2012 deja de prestar servicio y es substituida por la línea H6.

## Cronología
- 05-10-1983: Se crea la línea: 74 (Camèlies - Pº Manuel Girona).

- 01-10-1990: Se amplía la línea: 74 (Pl. Virrei Amat - Zona Universitaria).

- 19-04-1999: Se modifica el recorrido. No tiene el final en la Pl. Virrei Amat, sino en la Av. Meridiana con el Pg. Fabra i Puig: 74 (Fabra i Puig - Zona Universitaria).

- 04-07-2005: Deja de circular por la calle Mare de la Salut a causa de unas obras.

- 1 de octubre de 2012: La línea deja de prestar servicio y es substituida por la línea H6.

## Información de la línea

### Horario (septiembre de 2012)

#### Laborables
- De Zona Universitària a Fabra i Puig:

De 7,00 a 10,15 cada 6 - 8 min
De 10,15 a 11,07 cada 5 - 7 min
De 11,07 a 12,55 cada 6 - 8 min
De 12,55 a 21,46 cada 5 - 7 min
De 21,46 a 22,20 cada 8 - 9 min
- De Fabra i Puig a Zona Universitària:

De 6,10 a 6,40 cada 10 min
De 6,40 a 13,53 cada 6 - 8 min.
De 13,53 a 20,32 cada 5 - 7 min.
De 20,32 a 21,35 cada 8 - 10 min

#### Sábados
- De Zona Universitària a Fabra i Puig:

8,20 - 8,35 - 8,50 - 9,05
De 9,19 a 21,40 cada 13 - 15 min
22,00 - 22,20
- De Fabra i Puig a Zona Universitària:

De 7,40 a 21,05 cada 13 - 15 min
21,20 - 21,35

#### Domingos y festivos
- A Fabra i Puig:

9:20 9:51 10:21 10:51 11:21 11:44 12:08 12:32
12:56 13:19 13:43 14:06 14:30 14:53 15:16 15:39
16:02 16:25 16:49 17:13 17:37 18:01 18:25 18:49
19:19 19:49 20:19 20:49 21:19 21:49 22:20
- A Zona Universitària:

8:40 9:10 9:40 10:10 10:40 11:10 11:40 12:10
12:34 12:58 13:21 13:45 14:08 14:31 14:54 15:18
15:41 16:04 16:27 16:50 17:13 17:37 18:01 18:25
18:49 19:12 19:36 20:06 20:36 21:05 21:35

### Recorrido
- De Fabra i Puig a Zona Universitària por: Pg.Fabra i Puig, Av. Borbó, Av. Mare de Déu de Montserrat, Trav. de Dalt, Ronda del General Mitre, Manuel Girona y Av. Diagonal.

- De Zona Universitària a Fabra i Puig por: Av. Diagonal, Ronda General Mitre, Trav de Dalt, Camèlies, Av Mare de Déu de Montserrat, Ramon Albó, Escòcia y Av. Meridiana.

### Material rodante
En la línea circulaban autobuses articulados de MAN y Mercedes-Benz. Los autobuses estaban equipados con dos pantallas que informaban a los usuarios de la próxima parada y de los enlaces que disponía en ella.

### Otros datos
La línea estaba totalmente adaptada a personas con movilidad reducida. También disponía del sistema TMB iBus, con el que los usuarios podían saber a través del teléfono móvil o por Internet del tiempo restante para la llegada de los próximos dos autobuses de la línea a la parada seleccionada.

## Líneas
| Líneas de autobuses que prestan servicio en Barcelona |               |                  |
| Línea anterior:                                       | Línea actual: | Línea siguiente: |
| 73 Línea 73                                           | 74 Línea 74   | 75 Línea 75      |